# Grantham
Pour les articles homonymes, voir Grantham (homonymie).

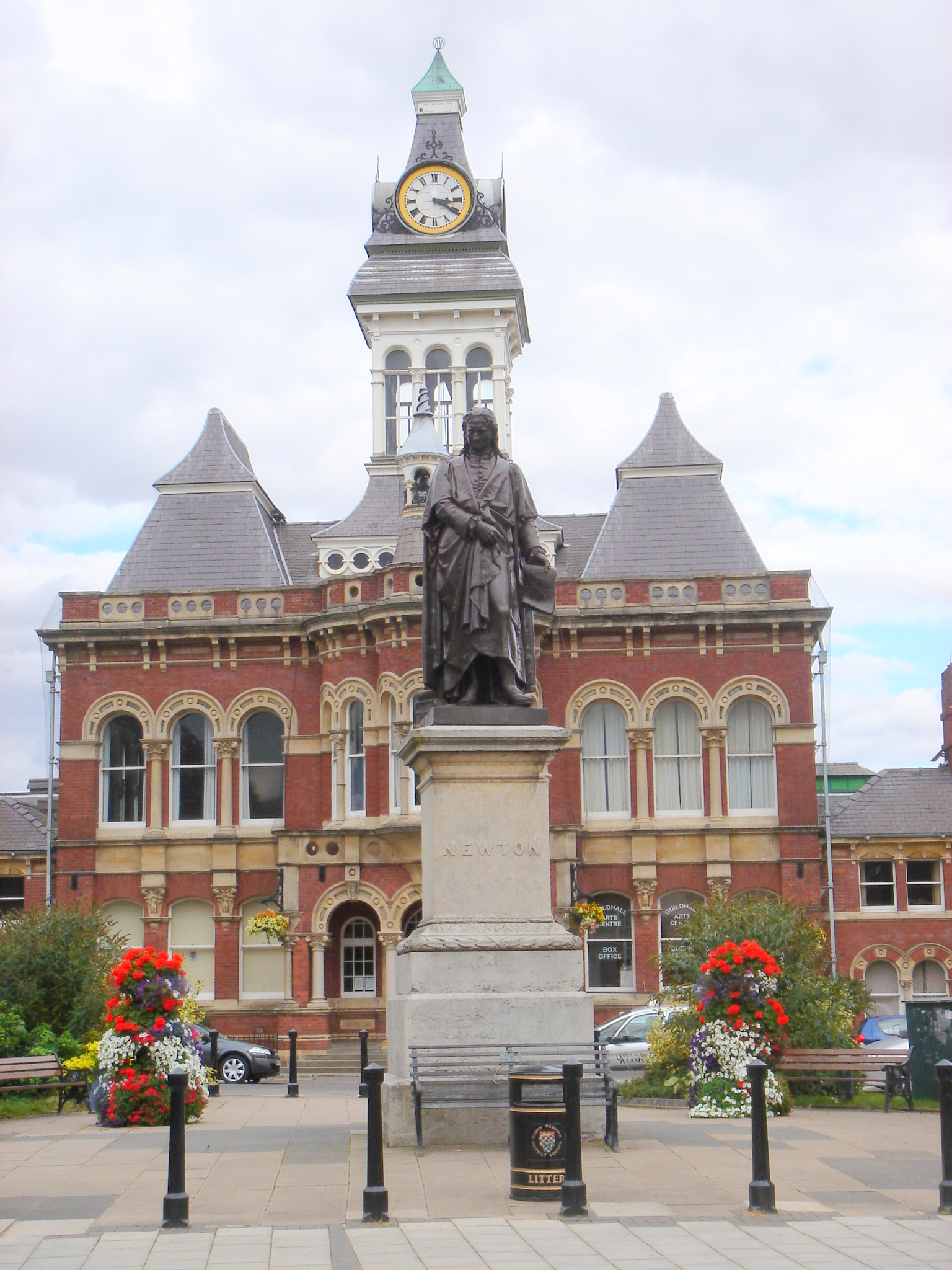
Statue de Sir Isaac Newton par William Theed (1858) à Grantham.

La ville de Grantham [gran.θam] se situe dans l'est de l'Angleterre, à la limite du comté de Lincolnshire.
Outre le fait qu'elle soit la ville natale de Margaret Thatcher, elle est également connue pour avoir nommé la première femme chef de police au Royaume-Uni : Miss Mary Allen le 27 novembre 1914, puis Miss E. F. Harburn. Mary Allen est une ancienne suffragette qui avait été arrêtée devant la Chambre des Communes. Plus tard, elle poursuivit son ascension pour commander la force de la police des femmes du Royaume-Uni, de 1920 jusqu'à 1940. Elle aida à établir des femmes dans les forces de la police d'autres pays, comme l'Allemagne. Enfin Edith Smith eut, la première, le pouvoir de réaliser des arrestations à partir d'août 1915.
Pendant les années 1980 la ville a été par deux fois élue  ville la plus ennuyeuse de la Grande-Bretagne lors d'un scrutin national. C'était pour partie une réaction au thatchérisme, bien que quelques gens du pays aient tiré une fierté pour l'atout que cela aura apporté dans le développement de la ville (par exemple un cinéma et une ruelle de bowling ouverte peu après).[réf. nécessaire]
Le quartier d'Earlesfield est connu pour sa mauvaise réputation dans la ville. Tout comme le quartier du parc de Harrowby/Alma qui est maintenant une zone préoccupante et sujette à une surabondance de comportements antisociaux de la jeunesse locale.

## Habitants illustres

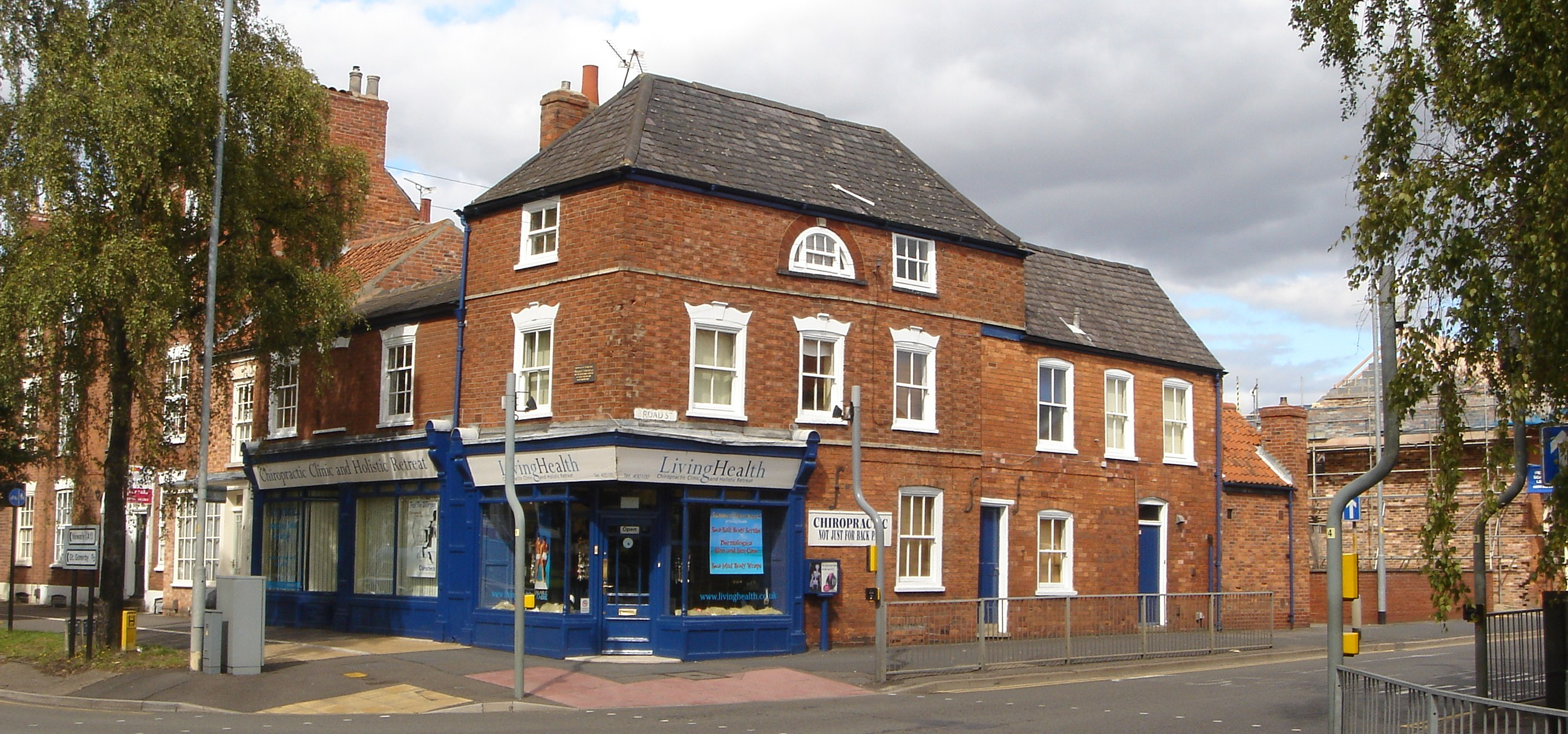
Maison natale de Margaret Thatcher à Grantham.

- La ville est notamment connue pour avoir vu Isaac Newton y faire ses classes entre 1655 et 1661[1].
- Au XXe siècle, Margaret Thatcher y est née et y a grandi.
- Judy Campbell - actrice.
- Ross Edgley (1985-) - joueur professionnel de l'équipe de Grande-Bretagne masculine de water-polo.
- Graham Lewis - musicien.
- Jessie Lipscomb - sculptrice.
- Nicholas Maw - compositeur.
- Nicholas Parsons - présentateur par radio et de télévision.
- Frederick James Tollemache (XIXe siècle) - législateur.
- Lord Waynard of Rutland - philosophe.
- John Alexander Wearing - économiste.

## Jumelage
Sankt Augustin (Allemagne)
Grantham est la ville où la famille Burbidge a grandi.